# Forme hermitienne
Cet article concerne le cas général abstrait. Pour un cas plus élémentaire, voir Forme sesquilinéaire complexe.
En mathématiques, une forme hermitienne est une fonction de deux variables sur un espace vectoriel sur un corps relativement à un antiautomorphisme qui est involutif du corps, qui généralise les formes bilinéaires symétriques et les formes hermitiennes complexes. On peut aussi définir les formes antihermitiennes qui généralisent les formes bilinéaires alternées.
Les formes hermitiennes et antihermitiennes permettent, entre autres, de définir certains groupes classiques et leurs espaces homogènes. Ils sont aussi en lien avec certaines structures en géométrie projective et en théorie des anneaux (des involutions).

## Généralités

### Formes sesquilinéaires

#### Formes sesquilinéaires
Soit D un corps, J une involution de corps de D, E un espace vectoriel à droite sur D, de dimension finie ou non. On appelle forme sesquilinéaire  relativement à J sur E toute fonction f de E × E dans D qui est semi-linéaire à gauche par rapport à J et linéaire à droite, c'est-à-dire telle que, quels que soient les vecteurs x, y et z de E et l'élément a de D :
- f(x + y, z) = f(x, z) + f(y, z) ;
- f(x, y + z) = f(x, y) + f(x, z) ;
- f(xa, y) = J(a)f(x, y) ;
- f(x, ya) = f(x, y)a.

Si Z désigne le centre D, l'ensemble des formes sesquilinéaires sur E relativement à J est une un sous-Z-espace vectoriel du Z-espace vectoriel des applications de E × E dans D.
Si J est l'identité de D, alors D est commutatif et les formes sesquilinéaires sur E relativement à J sont les formes bilinéaires sur E.

#### Formes hermitiennes et antihermitiennes
Avec les notions précédentes, soit ε = 1 ou ε = –1. On dit qu'une forme sesquilinéaire h sur E relativement à J est ε-hermitienne si, quels que soient les éléments x et y de E,
 et on dit qu'elle est hermitienne si ε = 1 ou antihermitienne si ε = –1. On appelle forme ε-hermitienne (relativement à J) ou forme (J, ε)-hermitienne toute forme sesquilinéaire sur E relativement à J qui est ε-hermitienne.
Si J est l'identité (et alors D est commutatif et les formes sesquilinéaires ne sont autres que les formes bilinéaires), alors on parle de formes bilinéaires symétriques si ε = 1 ou antisymétriques si ε = –1.
Dans toute la suite, on note D un corps, J une involution de D et ε = 1 ou ε = –1. L'ensemble des éléments a du centre de D tels que J(a) = a est un sous-corps de D, que l'on note D0. On note E un espace vectoriel sur D et h une forme ε-hermitienne sur E relativement à J.
L'ensemble des formes ε-hermitiennes sur E relativement à J est un sous-D0-espace vectoriels du D0-espace vectoriel des fonctions de E × E dans D0.
Soit a un élément du centre de D. Si J(a) = a alors ah est une forme ε-hermitienne relativement à J (donc (ah)(x, y) = a(h(x, y)) quels que soient les vecteurs x et y). Si J(a) = -a et si ah est une forme (-ε)-hermitienne relativement à J, c'est-à-dire antihermitienne si h est hermitienne et hermitienne si h est antihermitienne.

### Exemples

#### Exemples d'involutions
Les cas les plus importants de formes hermitiennes et antihermitiennes sont les suivantes.
- Si D est commutatif, les formes bilinéaires symétriques sur E, qui sont les formes hermitiennes relativement à l'identité de D. Les cas les plus importants sont les cas où D est le corps des nombres réels, où D est un corps algébriquement clos de caractéristique différente de 2 (par exemple si D est le corps des nombres complexes), et où D est un corps fini de caractéristique différente de 2.
- Si D est commutatif, les formes bilinéaires antisymétriques sur E, qui sont les formes antihermitiennes relativement à l'identité de D, et si la caractéristique de D est 2, ce ne sont autres que les formes bilinéaires symétriques. En caractéristique différente de 2, les formes bilinéaire alternées et les formes bilinéaires antisymétriques, c'est la même chose, mais pas en caractéristique 2. La notion intéressante est celle de forme bilinéaire alternée. Les cas les plus importants sont les cas où D est le corps des nombres réels, où D est un corps algébriquement clos (par exemple si D est le corps des nombres complexes), et où D est un corps fini de caractéristique différente de 2.
- D est le corps des nombres C, les formes hermitiennes ou antihermitiennes sur E relativement à la conjugaison de C.
- Plus généralement, si D est une extension quadratique séparable d'un corps commutatif K (en caractéristique 2, toute extension quadratique séparable) et si J est la conjugaison de D (l'unique automorphisme de corps distinct de l'identité qui fixe K point par point), on peut considérer les formes hermitiennes et antihermitiennes pour J. Avec les formes hermitiennes et antihermitiennes complexes, le cas le plus important est le cas où D est une extension quadratique d'un corps fini.
- Si D est le corps H des quaternions et J est la conjugaison de H, on peut considérer les formes hermitiennes et les formes antihermitiennes relativement à J.
- Plus généralement si D est un corps de quaternions et J est la conjugaison de D, on peut considérer les formes hermitiennes et les formes antihermitiennes relativement à J.

#### Forme hermitienne ou antihermitienne définie par une matrice
On suppose que E est de dimension finie n et soit alors B = (ei) une base ordonnée de E.
- On appelle matrice de h par rapport à B et on note MB(h) la matrice carrée A = (aij) de Mn(D) définie par aij = h(ei, ej) quels que soient 1 ≤ i ≤ n et 1 ≤ j ≤ n.
- En coordonnées par rapport à cette base, on a h((x1, ..., xn), (y1, ..., yn)) = {\displaystyle \sum _{1\leq i\leq n,1\leq j\leq n}} J(xi)aijy j.
- On a tJ(A) = εA (où J(A) est la matrice obtenue de A en appliquant J aux coefficients de A).
- On obtient ainsi un isomorphisme de groupes (en fait un isomorphisme de D0-espaces vectoriels) entre le D0-espace vectoriel des formes ε-hermitiennes sur E et celui des matrices A de Mn(D) telles que tJ(A) = εA.

Réciproquement, si A est une matrice carrée de Mn(D) telle que tJ(A) = εA, il existe une unique forme ε-hermitienne k sur Dn pour laquelle la matrice de k par rapport à la base canonique de Dn est A. Si A = In (et alors ε = 1), on l'appelle forme hermitienne canonique sur Dn ou, si de plus J = IdD, on l'appelle aussi forme bilinéaire symétrique canonique.

### Formes sesquilinéaires réflexives
Soient K un corps, V est espace vectoriel de dimension (finie ou non) sur V et ψ une forme sesquilinéaire sur E relativement à un antiautomorphisme (quelconque) τ de D.
On dit que ψ est réflexive ou orthosymétrique si la relation d'orthogonalité dans V définie par φ est symétrique: quels que soient les x et y dans V, si φ(x, y) = 0, alors φ(y, x) = 0.
On suppose que ψ est réflexive et que le rang de ψ (la codimension dans V de l'orthogonal de V pour ψ) est supérieure ou égale à 2 (ce qui est la dimension de V est supérieure ou égale à 2 et si ψ est non dégénérée). Il existe un élément non nul a de K tel que aψ est une forme sesquilinéaire hermitienne ou antihermitienne relativement à une involution de K (qui est alors bien déterminé par aψ). Si τ n'est l'identité (c'est-à-dire si ψ n'est pas D-bilinéaire), alors il existe un tel que a tel que aψ est hermitienne, et il existe un tel que aψ tel que aψ est antihermitienne. La plupart des propriétés des formes sesquilinéaires réflexives sont préservées par multiplication par un scalaire.

### Orthogonalité et dégénérescence

#### Orthogonalité
On dit que deux vecteurs x et y de E sont orthogonaux pour h si h(x, y) = 0. L'ensemble des couples de vecteurs orthogonaux de E pour h est une relation binaire symétrique dans E.

#### Radical et dégénérescence
L'orthogonal de E pour h, c'est-à-dire l'ensemble des x dans E tels que h(x, y) = 0 pour tout y dans E, est un sous-espace vectoriel de E. On l'appelle radical ou noyau de h et on le note Rad h ou Ker h.
On dit que h est dégénérée (ou singulière si E est de dimension finie) si le radical de h est non nul: 0 n'est pas l'unique vecteur de E qui est orthogonal à tous les autres vecteurs de E pour h. On dit que h est régulière ou non dégénérée si h n'est pas dégénérée : 0 est l'unique vecteur de E qui est orthogonal à tous les autres vecteurs de E pour h.

### Bases orthogonales et bases symplectiques
On suppose que E est de dimension finie non nulle n et que h est non dégénérée.

#### Base orthogonale
On dit qu'une base ordonné (ei) de E est orthogonale pour h si la matrice de h par rapport à (ei) est diagonale: quels que soient h(ei, ej) = 0 quels que soient 1 ≤ i ≤ n et 1 ≤ j ≤ n tels que i ≠ j. Alors, il existe des éléments non nuls a1, ..., an de D tels que, en coordonnées par rapport à cette base, on a h((x1, ..., xn), (y1, ..., yn)) = {\displaystyle \sum _{i=1}^{n}}J(xi)ai yi, et alors, pour tout i, J(ai) = εai.
On dit que cette base est orthonormale si la matrice de h par rapport à cette base est la matrice unité: en coordonnées, on a
h((x1, ..., xn), (y1, ..., yn)) = {\displaystyle \sum _{i=1}^{n}}J(xi)yi
Théorèmes. On exclut le cas suivant: J est l'identité de D (et alors D est commutatif) et h est une forme bilinéaire alternée. Alors il existe une base orthogonal de E pour h.

#### Base symplectique
On suppose que h est une forme bilinéaire alternée. Alors h(x, x) = 0 pour tout x dans E, et il ne peut exister de base orthogonale. De plus n est pair (n = 2p), et il existe une base ordonnée de E pour laquelle la base de h par rapport à cette base est {\displaystyle {\begin{pmatrix}0&I_{p}\\-I_{p}&0\\\end{pmatrix}}}: en coordonnée, par rapport à cette base, on a h((x1, ..., x2p), (y1, ..., y2p)) = {\displaystyle \sum _{i=1}^{p}}(xiyi+p - xi+pyi). On dit qu'une telle base est symplectique.

### Formes hermitiennes ou antihermitiennes traciques
On dit que la forme ε-hermitienne h sur E est tracique s'il existe une forme σ-sesquilinéaire s sur E tel que h(x, y) = s(x, y) + εJ(s(y, x)) quels que soient x et y dans E. Il est aussi équivalent de dire que, pour tout élément x de E, il existe un scalaire a de E tel que h(x, x) = a + εJ(a).
Exemples
- Si la caractéristique de D est différente de 2, alors toute forme ε-hermitienne est tracique.
- Si l'involution induite par J, sur le centre de D est différente de l'identité (par exemple si D est commutatif et si J est différent de l'identité), alors toute forme ε-hermitienne relativement à J est tracique.
- Si J est l'identité de D et la caractéristique de D est 2, alors h est bilinéaire symétrique (ou antisymétrique, c'est la même chose dans ce cas) et pour que h soit tracique, il faut et il suffit que h soit alternée, c'est-à-dire que h(x, x) = 0 pour tout x dans E.

Parmi les formes ε-hermitiennes, celles qui sont traciques sont celles qui ont les meilleures propriétés (structure, groupes, géométrie).

## Isométries et similitudes

### Isométries et similitudes linéaires
Dans cette partie, on note F un espace vectoriel sur D et k une forme ε-hermitienne sur F relativement J.
On appelle isométries linéaire de E sur F pour h ou h tout isomorphisme d'espaces vectoriels f de E sur F telle que k(f(x), f(y)) = h(x, y) quels que soient x et y dans E. Si E = F et h = k, on parle alors d'isométrie linéaire ou, plus simplement, d'isométrie de h.
On appelle similitude linéaire de E sur F tout isomorphisme d'espaces vectoriels f de E sur F telle qu'il existe un élément non nul a de D tel que k(f(x), f(y)) = ah(x, y) quels que soient x et y dans E, et si h et k ne sont pas identiquement nul, il existe un unique tel élément a de D, et on l'appelle multiplicateur de f et on le note μ(f). Si E = F et h = k, de similitude linéaire ou, plus simplement, de similitude de h. On peut montrer le multiplicatif a de f appartient au centre de D et que J(a) = a (autrement dit a appartient à D0.
On dit que h et k sont équivalentes ou isométriques s'il existe une isométrie linéaire de E sur F pour h et k. On dit que h et k sont semblables s'il existe une similitude linéaire de E sur F pour h et k ou, ce qui est équivalent, . Il est aussi équivalent de dire qu'il existe un scalaire non nul b tel que k et bh sont équivalentes.
En considérant d'autres formes ε-hermitiennes sur des espaces vectoriels relativement à J, la composée de deux isométries linéaires est une isométrie linéaire, et la composée g ∘ f de deux similitudes linéaires f et g est une similitude linéaire, et on a μ(g ∘ f) = μ(f)μ(g).
On suppose que h et k sont non dégénérées, que E et F sont de dimensions supérieures ou égales à 2. Les similitudes linéaires de E sur F, ne sont autres que les isomorphismes de E qui préservent la relation d'orthogonalité: si h(x, y) = 0, alors k(f(x), f(y)) = 0. Il est aussi équivalent de dire que, pour tout sous-espace vectoriel V de E, f(V⊥ ) = f(V)⊥, en considérant les orthogonaux pour h et k.
Considérons X et Y des espaces affines attachée à E et F. On appelle isométrie affine et similitude affine de X sur Y pour h et k tout isomorphisme d'espaces affines de X sur Y (c'est-à-dire toute bijection affine) dont l'application linéaire de E à F associée est un isométrie linéaire ou une similitude linéaire suivant le cas, et on définit de manière analogue le multiplicateur d'une similitude affine. La composée de deux isométries affines est une isométrie affine et la composée de deux similitudes affines est une similitude affine.
Les espaces vectoriels (resp. affines) sur D munis de formes ε-hermitiennes non dégénérées relativement à J forment une catégorie en considérant comme morphismes les isométries linéaires, ou encore les similitudes linéaires.

### Isométries et similitudes semi-linéaires
Dans cette section, on note F un espace vectoriel sur corps Δ, k une forme hermitienne ou antihermitienne sur F relativement à une involution L de Δ.
Soient f un isomorphisme semi-linéaire de E sur F et s l'isomorphisme de D sur Δ associé à f. On dit que f est une similitude semi-linéaire ou une semi-similitude pour h et k s'il existe un élément non nul a de D tel que k(f(x), f(y)) = as(h(x, y), on dit que f est une isométrie semi-linéaire ou une semi-isométrie si de plus a = 1.
En considérant d'autres formes hermitiennes ou antihermitiennes sur des espaces vectoriels, la composée de deux similitudes semi-linéaires est une similitudes semi-linéaire, et la composée de deux isométries semi-linéaires est une isométries semi-linéaire.
On suppose que h et k sont non dégénérées, que E et F sont de dimensions supérieures ou égales à 2. Les similitudes semi-linéaires de E sur F, ne sont autres que les isomorphismes semi-linéaire de E qui préservent la relation d'orthogonalité: si h(x, y) = 0, alors k(f(x), f(y)) = 0. Il est aussi équivalent de dire que, pour tout sous-espace vectoriel V de E, f(V⊥ ) = f(V)⊥, en considérant les orthogonaux pour h et k.
Considérons X et Y des espaces affines attachée à E et F. On appelle similitude semi-affine et isométrie semi-affine de X sur Y pour h et k tout isomorphisme semi-affine de X sur Y (c'est-à-dire toute bijection semi-affine) dont l'application semi-linéaire de E à F associée est un similitude semi-linéaire ou une isométrie semi-linéaire suivant le cas. La composée de deux similitudes semi-affines est une similitude semi-affine et la composée de deux isométries semi-affines est une isométrie semi-affine.

## Adjoint d'une application linéaire

### Adjoint d'une application linéaire
En plus de E et h, on note F un espace vectoriel sur D, k une forme ε-hermitienne sur F relativement à J. On suppose que E et F sont de dimensions finies et que h et k sont non dégénérées.
Soit f une application linéaire de E dans F Il existe une unique application linéaire u de F dans E telle que h(u(y), x) = k(y, f(x)), quels que soient les vecteurs x et y de E et F. On l'appelle adjoint de f pour h ou k, et on le note f*.
Si G est un espace vectoriel sur D, et si l est une forme ε-hermitienne, sur G et si f est une application linéaire de E dans F et si g est une application linéaire de F dans G, alors, pour h, k et l, on a
(g ∘ f)* = f* ∘ g*.
Si on note Z le centre de D, l'application f {\displaystyle \mapsto } f* de HomD(E, F) dans HomD(F, E) est D0-linéaire (D0 = Z ∩ Fix J). Donc, si f et g appartiennent à HomD(E, F), alors (f + g)* = f* + g*. Pour tout élément a du centre Z de D et pour tout élément f de HomD(E, F), (af)* = J(a)f*.
Soit f un isomorphisme d'espaces vectoriels de E sur F. Pour que f soit une similitude linéaire de E sur F pour h et k, il faut et il suffit qu'il existe un élément non nul a sur centre de D tel que J(a) = a et f* = af−1, et alors a est le multiplicateur de f. Pour que f soit une isométrie linéaire de E sur F pour h et k, il faut et il suffit que f* = f−1. Pour h, l'application f {\displaystyle \mapsto } f*−1 de GL(E) dans GL(F) est un automorphisme de groupes qui est involutif, et son groupe des points fixes est le groupe unitaire U(h) de h.

### Adjoint d'un endomorphisme
On suppose que E est de dimension finie non nulle et que h est non dégénérée.

#### Involution de l'anneau des endomorphismes
L'application u {\displaystyle \mapsto } u* de l'anneau EndD(E) dans EndD(E) est une involution d'anneau de EndD(E), c'est-à-dire un antiautomorphisme d'anneau qui est involutif. On l'appelle involution adjointe à h. De plus l'involution adjointe à h est une involution de D0-algèbre. Si on note Z le centre de D, elle n'est pas une involution de Z-algèbre (c'est-à-dire pas Z-linéaire) si Z est différent D0 (ce qui est le cas si D est commutatif et si J n'est pas l'identité, par exemple si D = C et si J est la conjugaison, et alors D0 = R).
Réciproquement, pour toute involution d'anneau de EndD(E), il existe une forme hermitienne ou antihermitienne non dégénérée k sur E relativement à une involution de corps de D pour laquelle elle est σ est l'involution adjointe à k. Si k est une forme hermitienne ou antihermitienne non dégénérée sur E relativement à une involution de D, pour que les involutions d'adjonction de h et k de h et k soient égales, il faut et il suffit qu'il existe un élément non nul a de D tel que k = ah.
Soient F un espace vectoriel de dimension finie non nulle sur un corps Δ et k une forme hermitienne ou antihermitienne sur E relativement une involution de Δ. Soit g un isomorphisme d'anneaux de EndD(E) sur EndΔ(F). Il existe un isomorphisme semi-linéaire g de E sur F relativement à un isomorphisme de corps de D sur Δ tel que f est l'application u {\displaystyle \mapsto } g ∘ u ∘ g−1 de EndD(E) sur EndΔ(F). Pour que f soit un isomorphisme d'anneaux involutifs pour les involutions d'adjonctions (f(u*) = f(u)* pour tout endomorphisme u de E), il faut et il suffit que g soit une similitude semi-linéaire pour h et k (voir plus haut).
Soit F un espace vectoriel de dimension finie non nulle sur D et k une forme ε-hermitienne sur E pour J, suivant que h. On suppose que la dimension de D sur son centre Z est finie (ce qui est le cas si D est commutatif ou si D est le corps des un quaternions). Soit f un isomorphisme de Z-algèbres de EndD(E) sur EndD(F). Il existe un isomorphisme de D-espace vectoriel g de E sur F tel que f, est l'application u {\displaystyle \mapsto } g ∘ u ∘ g−1 de EndD(E) sur EndD(F). Pour que f soit un isomorphisme de D0-algèbres involutives pour les involutions d'adjonctions (f(u*) = f(u)* pour tout endomorphisme u de E), il faut et il suffit que g soit une similitude linéaire pour h et k (voir plus haut).
Soit A un anneau simple artinien. Alors il existe un corps K et un espace vectoriel V de dimension finie non nulle sur K tel que les anneau A et EndK(V) sont isomorphe. S'il existe une involution d'anneau de A (et donc de EndK(V)), alors il existe une involution de corps de K, et alors toute involution EndK(V) provient d'une involution adjointe à une forme hermitienne ou antihermitienne non dégénérée sur V. On a donc déterminée ici les involutions des anneaux simples artiniens, et les isomorphismes entre ces anneaux qui préservent ces involutions.

## Relations avec la géométrie projective
Dans cette section, les espaces vectoriels sont de dimensions (finies ou infinies) supérieures ou égale à 3.
On suppose que h est non dégénérée.

### Relations avec les polarités et les corrélations involutives
Soit V un espace vectoriel à droite sur un corps Δ. On appelle polarité de l'espace projectif P(V) déduit de V toute relation binaire symétrique Φ dans P(V) telle que, pour tout point L de P(V), Φ(L) = {M ∈ P(V) | (L, M) ∈ Φ} est un hyperplan de P(V), c'est-à-dire l'espace projectif déduit d'un hyperplan vectoriel de V.
On suppose que V est de dimension finie. On appelle corrélation involutive de V toute bijection δ de l'ensemble T des sous-espaces vectoriels de E dans T qui est involutive et telle que, quels que soient les sous-espaces vectoriels U et W de V, U ⊆ W si et seulement si δ(W) ⊆ δ(U). Autrement dit, ce sont les antiautomorphisme du treillis des sous-espaces vectoriels de V qui sont involutifs.
L'ensemble des couples (L, M) de points de P(E) qui sont de la forme (xD, yD) (E est un espace vectoriel à droite sur D) tels que x et y sont des vecteurs non nuls de E tels que h(x, y) = 0 est une polarité dans P(E), dite associée à h. Si E est de dimension finie, l'application S {\displaystyle \mapsto } S⊥ (orthogonal pour h) de l'ensemble des sous-espaces vectoriels de E dans lui-même est une corrélation involutive de E, dite associée à h.
Toute polatité de P(V) est la polarité de P(V) associée à une forme hermitienne ou antihermitienne non dégénérées sur V. Si V est de dimension finie, toute corrélation involutive de V est la corrélation involutive associée à une forme hermitienne ou antihermitienne non dégénérée.
Soit h' une forme hermitienne ou antihermitienne non dégénérées sur E relativement à une involution de D. Pour que les polarités de P(E) définies par h et h' soient égales, il faut et il suffit qu'il existe un élément non nul a de D tel que h' = ah. Si E est de dimensions finies, il est aussi équivalent de dire que les corrélations involutives associées à h et h' sont égales.
Soit F un espace vectoriel sur un corps. On note k une forme hermitienne ou antihermitienne non dégénérée sur F
- Soient Φ et Ψ les polarités de P(E) et P(F) définies par h et k respectivement, et soit f une collinéation de P(E) sur P(F) (c'est-à-dire une bijection de P(E) sur P(F) telles que f et f−1 envoient toute droite projective sur une droite projective). Alors il existe un isomorphisme semi-linéaire u de E sur F telle que f est l'application L {\displaystyle \mapsto } u(L) de P(E) dans P(F). Pour que, quels que soient les éléments (L, M) de P(E), (L, M) appartient à Φ si et seulement si (f(L), f(M)) appartient à Ψ, il faut et il suffit que u soit une similitude semi-linéaire pour h et k (voir plus haut).
- On suppose que E et F sont de dimensions finies et soient δ et θ les corrélations involutives associées à h et k, et soit g un isomorphisme d'ensembles ordonnés entre les ensembles ordonnés des sous-espaces vectoriels E et F. Alors il existe une il existe un isomorphisme semi-linéaire v de E sur F telle que g est l'application S {\displaystyle \mapsto } v(S) entre ces ensembles ordonnés. Pour que g(δ(S)) = θ(g(S)) pour tout sous-espaces vectoriel S de E, il faut et il suffit que v soit une similitude semi-linéaire pour h et k (voir plus haut).

## Isotropie

### Vecteurs isotropes
On dit qu'un vecteur x de E est isotrope si h(x, x) = 0, et on dit qu'il est anisotrope sinon. On dit que h est isotrope s'il existe un vecteur non nul de E qui est isotrope pour h, et on dit que h est anisotrope sinon.
On suppose que h est non dégénérée et que la dimension de E est non nulle. Pour que tout vecteur de E soit isotrope pour h, il faut et il suffit que D soit commutatif, que J soit l'identité de E et que h soit une forme bilinéaire alternée sur E.

### Sous-espaces vectoriels totalement isotropes
Soit V un sous-espace vectoriel de E. On dit que V est totalement isotrope pour h si, quels que soient les vecteurs x et y de V, h(x, y) = 0. Tout vecteur de V est alors isotrope h.
On appelle sous-espace (vectoriel) totalement isotrope maximal pour h tout élément maximal (pour la relation d'inclusion) de l'ensemble des sous-espaces vectoriels de E qui sont totalement isotropes pour h

### Indice de Witt
On suppose que h est non dégénérée, et que h est tracique (ce qui est le cas si la caractéristique de D est différente de 2 ou si l'involution induite par J sur le centre de D est différente de l'identité, par exemple si D est commutatif et si J est différente de l'identité).
- Si E est de dimension finie, on appelle indice de Witt de h le plus grand entier naturel p tel qu'il existe un sous-espace vectoriel de dimension p de E qui est totalement isotrope pour h.
- On ne fait d'hypothèse sur la dimension. On dit que h est d'indice de Witt fini si tout sous-espace vectoriel totalement isotrope mxaximal pour h est de dimension finie, et alors les dimensions des sous-espaces vectoriels totalement isotropes maximaux pour h sont égales à un même entier naturel p, que l'on appelle indice de Witt de h.
- On suppose que E est de dimension finie. Alors l'indice de Witt ν de h est tel que 2ν ≤ n. On dit que h est d'indice de Witt maximal si 2ν + 1 = n ou si 2ν = n.
- Si E est dimension finie, alors, sauf pour ce qui est des formes bilinéaires alternées en dimension impaire, il existe une forme ε-hermitienne non dégénérée d'indice de Witt maximal de E.

## Structure des formes hermitiennes et antihermitiennes

### Formes hermitiennes et antihermitiennes hyperboliques
On suppose que E est de dimension finie.
On dit que h est hyperbolique ou neutre si h est non dégénérée et s'il existe un sous-espace vectoriel V de E tel que V est son propre orthogonal pour h: V⊥ = V. On dit qu'un tel sous-espace vectoriel de E est un lagrangien pour h.
Si la dimension de E est 2 et si h est non dégénérée, dire que h est hyperbolique, c'est dire qu'il existe un vecteur de E qui est isotrope pour h.
Si h est hyperbolique, alors la dimension de E est paire.
En supposans h ε-hermitienne et si la dimension n de E est paire n = 2p, on dit qu'une base ordonnée B de E est hyperbolique ou neutre pour h si la matrice de h par rapport à B est
{\displaystyle {\begin{pmatrix}0&I_{p}\\I_{p}&0\\\end{pmatrix}}}
(resp.
{\displaystyle {\begin{pmatrix}0&I_{p}\\-I_{p}&0\\\end{pmatrix}}}): en coordonnées par rapport à cette base, on a
h((x1, ..., x2p), (y1, ..., y2p)) = {\displaystyle \sum _{i=1}^{p}}(J(xi)yi+p + εJ(xi+p)yi).
Pour que h soit hyperbolique, il faut et il suffit que E soit de dimension paire et qu'il existe une base hyperbolique pour h. Il est aussi équivalent de dire qu'il existe des sous-espace vectoriels S1, ..., Sp de dimension 2 de E tel que E est somme directe interne des Si et telle que les formes ε-hermitiennes induites sur les Si sont hyperboliques (c'est-à-dire non dégénérées et isotropes).
Théorème. Deux formes ε-hermitiennes hyperboliques pour J en même dimension finie sont équivalentes, c'est-à-dire isomériques.
Si h est hyperbolique, alors h est tracique (voir plus haut).
Exemples
- Soient p un entier naturel et k de D2p × D2p dans D définie par k((x1, ..., x2p), (y1, ..., y2p)) = {\displaystyle \sum _{i=1}^{p}}(J(xi)yi+p + εJ(xi+p)yi) (avec ε = 1 ou ε = –1). Alors k est une forme sesquilinéaire pour J sur D2p, qui est ε-hermitienne. On l'appelle forme ε-hermitienne hyperbolique ou neutre canonique sur D2p. Sa matrice par rapport à la base canonique de D2p est

{\displaystyle {\begin{pmatrix}0&I_{p}\\I_{p}&0\\\end{pmatrix}}}
ou
{\displaystyle {\begin{pmatrix}0&I_{p}\\-I_{p}&0\\\end{pmatrix}}}
suivant que ε = 1 ou ε = –1. À isométrie près, c'est la seule en dimension 2p.
- Soit F un espace vectoriel de dimension finie p sur D. On note J∗(F) le D-espace vectoriel à gauche qu'est le groupe additif de F muni de la loi externe de D sur F définie par a.x = x.J(a). Alors le dual J∗(F)* de l'espace vectoriel à gauche J∗(F) est un D-espace vectoriel à droite. Alors, la fonction k de F × J∗(F)* dans D définie, quels que soient x et y dans F et u et v dans F* par k((x, u), (y, v)) = u(y) + εJ(v(x)) est une forme ε-hermitienne sur F × J∗(F)* pour J. De plus k est hyperbolique, et on l'appelle forme ε-hermitienne hyperbolique ou neutre canonique sur F × J∗(F)*.

Si h est hyperbolique, alors il existe des lagrangiens V et W de E pour h tel que E est somme directe interne de V et W: E = V + W et V ∩ W = {0}.
Remarque. Il n'y a pas de lien entre les formes ε-hermitiennes hyperboliques et les espaces hyperboliques, sauf si la dimension de l'espace vectoriel est 2 (et on est à une dimension d'un plan hyperbolique).

### Décomposition de Witt
On suppose que h est non dégénérée, que h est d'indice de Witt fini (ce qui est le cas si E est de dimension finie) et que h est tracique (voir plus haut) (ce qui est le cas si la caractéristique de D est différente de 2 ou si l'involution induite par J sur le centre de D est différente de l'identité, par exemple si D est commutatif et si J2 ≠ IdD).
On appelle décomposition de Witt de E pour h tout triplet (V, W, C) tels que E est somme directe interne de V, W et A, V et W sont totalement isotropes pour h, C est aniotrope pour h et égal à l'orthogonal de V + W pour h. Alors le sous-espace vectoriel V + W est hyperbolique pour h (la forme induite est hyperbolique), et alors V et W sont des lagrangiens de V + W pour la forme induite sur V + W, et les dimensions de V et W sont égales à l'indice de Witt de h.
Théorème. Il existe une décomposition de Witt de E, et quelles que soient les décompositions de Witt (V, W, C) et (T, U, B) de E pour h, il existe un élément f du groupe unitaire U(h) de h tel que f(V) = T, f(W) = U et f(C) = B.
Si (V, W, C) est une décomposition de Witt de E pour h, la forme ε-hermitienne nduite sur C ne dépend, à isométrie près (à isomorphismes près), que de h, et on appelle partie anisotrope de h toute forme ε-hermitienne induite par h sur un tel sous-espace vectoriel C de E (une troisième composante d'une décomposition de Witt). Deux parties anisotropes de h sont équivalentes (c'est-à-dire isométriques).
Théorème. Soit k une forme ε-hermitienne non dégénérée sur un espace vectoriel F sur D. On suppose que k est tracique ou d'indice de Witt fini. Pour que h et k soient équivalentes, il faut et il suffit que les indices de Witt de h et k soient égaux et que les parties anisotropes de h soient équivalentes aux parties anisotropes de k.
Donc une forme ε-hermitienne non dégénérée tracique d'indice de Witt fini relativement à J s'écrit de manière essentiellement unique comme somme directe orthogonal de deux formes ε-hermitiennes, l'une étant hyperbolique et l'autre étant anisotrope.
Puisque deux formes ε-hermitienne hyperboliques sont équivalentes en même dimension, la classification de ces formes ε-hermitiennes traciques se réduit à celle des formes qui sont anisotropes et traciques (et c'est un problème difficile en général).

## Propriétés des formes hermitiennes et antihermitiennes usuelles
On suppose que E est de dimension finie n et que h est non dégénérée.

### Formes bilinéaires symétriques réelles, formes hermitiennes complexes et quaternioniennes
Dans cette section, on suppose que ε = 1 et que l'on est dans un des cas suivants :
- D = R et J est l'identité de R (cas des formes bilinéaires symétriques réelles) ;
- D = C et J est la conjugaison de C (cas des formes hermitiennes complexes) ;
- D = H et J est la conjugaison de H (cas des formes hermitiennes quaternioniennes).

Ces trois cas ont beaucoup d'analogies.

#### Formes hermitiennes définies positives et négatives
- Pour tout élément x de E, h(x, x) est un nombre réel.
- On dit que la forme hermitienne h sur E est définie positive (resp. définie négative) si, pour tout vecteur non nul x dans E, h(x, x) > 0 (resp. h(x, x) < 0).
- On dit qu'un sous-espace vectoriel V de E est défini positif (resp. défini négatif) si, pour tout x non nul dans V, h(x, x) > 0 (resp. h(x, x) < 0).
- Pour que h soit définie positive, il faut et il suffit qu'il existe une base orthogonale de E pour h, et alors, en coordonnées par rapport à une cette base, on a h((x1, ..., xn), (y1, ..., yn)) = {\displaystyle \sum _{i=1}^{n}}J(xi)yi.
- Pour que h soit définie négative, il faut et il suffit que -h soit définie positive, et alors, en coordonnées par rapport à une base convenable, on a h((x1, ..., xn), (y1, ..., yn)) = -{\displaystyle \sum _{i=1}^{n}}J(xi)yi

#### Formes hermitiennes quelconques
Soit p la plus grande dimension d'un sous-espace vectoriel de E qui est défini positif pour h et q la plus grande dimension d'un sous-espace vectoriel de E qui est défini négatif pour h. Alors n = p + q, et on appelle signature de h le couple (p, q).
- Il existe un couple (V, W) de sous-espace vectoriel de E tel que E est somme directe orthogonale de V et W pour h et tel que V est défini positif pour h et W est défini négatif pour h. Alors la dimension de V est p et la dimension de W est q.
- L'indice de Witt de h est min(p, q).
- Pour que h soit anisotrope, il faut et il suffit que p = 0 ou que q = 0, c'est-à-dire que h soit définie positive ou définie négative.
- Pour que h soit hyperbolique, il faut et il suffit que p = q.
- On dit qu'une base de E est pseudo-orthonormale si la matrice de h par rapport à cette base est {\displaystyle {\begin{pmatrix}I_{p}&0\\0&-I_{q}\\\end{pmatrix}}}, c'est-à-dire si, en coordonnées par rapport à cette base, on a

h((x1, ..., xn), (y1, ..., yn)) = {\displaystyle \sum _{i=1}^{p}}J(xi)yi - {\displaystyle \sum _{i=p+1}^{p+q}}J(xi)yi.
- Il existe une base pseudo-orthonormale de E pour h.
- Soit k est une forme hermitienne non dégénérée relative à J sur un espace vectoriel F de dimension finie n sur D. Pour que h et k soient équivalentes (c'est-à-dire isométriques), il faut et il suffit que les signatures de h et k soient égales. Pour que h et k soient semblables (c'est-à-dire s'il existe un nombre réel non nul a tel que h et ak sont équivalentes), il faut et il suffit que les indices de Witt de h et k soient égaux.

### Formes antihermitiennes quaternioniennes
Dans cette section, on suppose que D = H, que J est la conjugaison de H et que ε = –1. Donc on étudies les formes antihermitiennes quaternioniennes.
- Il existe une base ordonné de E telle que la matrice de h par rapport à cette base est jIn: en coordonnées par rapport à cette base, on a h((x1, ..., xn), (y1, ..., yn)) = {\displaystyle \sum _{l=1}^{n}}J(xl)jyl, où j est le quaternion de base usuel de la base canonique de (1, i, j, k) de H sur R.
- Si k est une forme antihermitienne non dégénérée sur un espace vectoriel F de dimension n sur H, pour que h et k soient équivalentes, alors h et k sont équivalentes.
- De plus h est d'indice de Witt maximal, et donc elle est hyperbolique si n est pair et, si n = 2p + 1 est impair, alors l'indice de Witt de h est p.
- Pour que h soit anisotrope, il faut et il suffit que n = 1.

### Décomposition des formes hermitiennes et antihermitiennes complexes et quaternioniennes

#### Formes hermitiennes et antihermitiennes complexes
On note E un espace vectoriel complexe de dimension finie, E0 l'espace vectoriel réel sous-jacent à E, h une forme ε-hermitienne non dégénérée sur E relativement à conjugaison de C.
- Il existe un unique couple (h1, h2) de fonctions de E × E dans R tel que h = h1 + ih2, h1 est la partie réelle de h et h2 est la partie imaginaire de h.
  - h1 et h2 sont des formes bilinéaires non dégénérées sur l'espace vectoriel réel sous-jacent à E, h1 est bilinéaire ε-symétrique et h2 est bilinéaire (-ε)-symétrique.
  - Si h est hermitienne, alors h1 est bilinéaire symétrique et h2 est bilinéaire antisymétrique (alternée donc) et, si h est antihermitienne, alors h1 est bilinéaire antisymétrique (alternée) et h2 est bilinéaire symétrique.
- On a h2(x, y) = h1(ix, y) et h1(x, y) = -h2(ix, y) quels que soient x et y dans E.
- On a h1(ix, iy) = h1(x, y) et h2(ix, iy) = h2(x, y) quels que soient x et y dans E.
- On a U(h) = U(h1) ∩ U(h2) = GL(E0) ∩ U(h1) = GL(E0) ∩ U(h2).
  - Si h est hermitienne, on a U(h) = O(h1) ∩ Sp(h2) = O(h1) ∩ GL(E0) = Sp(h2) ∩ GL(E0).
  - Si h est antihermitienne, on a U(h) = Sp(h1) ∩ O(h2) = Sp(h1) ∩ GL(E0) = O(h2) ∩ GL(E0).
- Si V est un sous-espace vectoriel complexe de E, alors les orthogonaux de V pour h, h1 et h2 sont égaux.
- Si f est endomorphisme de l'espace vectoriel complexe E, alors les adjoints de f pour h, h1 et h2 sont égaux.
- Si h est hermitienne et si (r, s) est la signature de h, alors la signature de h1 est (2r, 2s) et donc, si h est hyperbolique, alors h1 est hyperbolique.

#### Formes hermitiennes et antihermitiennes quaternioniennes
On note E un espace vectoriel à droite de dimension finie sur le corps H des quaternions, E0 l'espace vectoriel complexe sous-jacent à E, E1 l'espace vectoriel réel sous-jacent à E, h une forme ε-hermitienne non dégénérée sur E relativement à conjugaison de H.
- Il existe un unique couple (h1, h2) de fonctions de E × E dans C tel que h = h1 + jh2.
  - h1 est une forme ε-hermitienne non dégénérée sur l'espace vectoriel complexe sous-jacent à E pour la conjugaison de C, et donc elle est hermitienne si h est hermitienne et antihermitienne si h est antihermitienne.
  - h2 est une forme bilinéaire (-ε)-symétrique non dégénérée sur l'espace vectoriel complexe sous-jacent à E, et donc elle est bilinéaire antisymétrique (donc alternée) si h est hermitienne et symétrique si h est antihermitienne.
  - La partie réelle k de h1 est une forme bilinéaire ε-symétrique non dégénérée sur l'espace vectoriel réel sous-jacent à E, et donc une forme bilinéaire symétrique si h est hermitienne et une forme bilinéaire antisymétrique (donc alternée) si h est antihermitienne.
- On a h2(x, y) = h1(xj, y) et h1(x, y) = -h2(xj, y) quels que soient x et y dans E.
- L'homothétie de rapport j dans E est une transformation antilinéaire de l'espace vectoriel complexe E0, et on a h1(xj, yj) = {\displaystyle {\overline {h_{1}(x,y)}}} et h2(xj, yj) = {\displaystyle {\overline {h_{2}(x,y)}}} quels que soient x et y dans E.
- On a U(h) = U(h1) ∩ U(h2) = U(h1) ∩ GL(E0) = U(h2) ∩ GL(E0) = U(k) ∩ GL(E1).
  - Si h est hermitienne, on a U(h) = Sp(h) = U(h1) ∩ Sp(h2) = U(h1) ∩ GL(E0) = Sp(h2) ∩ GL(E0) = O(k) ∩ GL(E1).
  - Si h est antihermitienne, on a U(h) = O(h) = U(h1) ∩ O(h2) = U(h1) ∩ GL(E0) = O(h2) ∩ GL(E0) = Sp(k) ∩ GL(E1).
- Si V est un sous-espace vectoriel quaternionien de E, alors les orthogonaux de V pour h, h1, h2 et k sont égaux.
- Si f est endomorphisme de l'espace vectoriel quaternionien E, alors les adjoints de f pour h, h1, h2 et k sont égaux.
- Si h est hermitienne et si (r, s) est la signature de h, alors la signature de la forme hermitienne complexe h1 est (2r, 2s) et la signature de la forme bilinéaire symétrique réelle k est (4r, 4s). En particulier, si h et hyperbolique, alors h1 est hyperbolique.
- Si h est antihermitienne, alors la forme antihermitienne complexe h1 et la forme bilinéaire symétrique complexe h2 sont hyperboliques.